# 赵波 (演员)
赵波（？—），男，吉林长春人，中国大陆演员，扮演刘少奇的特型演员。代表作有电视剧《于成龙》、《绝密543》、《女儿红》、《三八线》、《共产党人刘少奇》等。